# Nedra Björnåflarken
Nedra Björnåflarken är en sjö i Ljusdals kommun i Hälsingland och ingår i Ljusnans huvudavrinningsområde. Sjön har en area på 0,239 kvadratkilometer och ligger 378,2 meter över havet. Sjön avvattnas av vattendraget Voxnan.

## Delavrinningsområde
Nedra Björnåflarken ingår i det delavrinningsområde (685723-144279) som SMHI kallar för Utloppet av Nedre Björnåflarken. Medelhöjden är 387 meter över havet och ytan är 2,33 kvadratkilometer. Räknas de 46 avrinningsområdena uppströms in blir den ackumulerade arean 346,99 kvadratkilometer. Voxnan som avvattnar avrinningsområdet har biflödesordning 2, vilket innebär att vattnet flödar genom totalt 2 vattendrag innan det når havet efter 206 kilometer. Avrinningsområdet består mestadels av skog (43 procent) och sankmarker (41 procent). Avrinningsområdet har 0,24 kvadratkilometer vattenytor vilket ger det en sjöprocent på 10,2 procent.